# Tony Hateley
Tony Hateley (Derby, 13 de junio de 1941 - Preston, 1 de febrero de 2014) fue un jugador de fútbol británico que jugaba en la demarcación de delantero.

## Biografía
Tony Hateley debutó como futbolista en 1958 con el Notts County FC, donde jugó durante las cinco temporadas siguientes. Con el club ascendió a la Football League Third Division en 1961. Tras haber marcado 77 goles en 131 partidos con el club, Hateley fue traspasado al Aston Villa FC durante tres temporadas. Llegó a marcar 86 goles en menos de 150 partidos jugados, salvando al equipo del descenso a la Football League Second Division. Además marcó cuatro goles en un partido de la FA Cup que finalizó con un resultado de 5-5 contra el Tottenham Hotspur FC. En octubre de 1966 fue fichado por el Chelsea FC por 100 000 libras, como recambio del lesionado Peter Osgood. Tras haber marcado nueve goles en 33 partidos con el equipo, Hateley fue traspasado al Liverpool FC, quien pagó 96 000 libras por él. Marcó 27 goles, incluyendo tripletas contra el Newcastle United FC y contra el Nottingham Forest FC. Posteriormente jugó también para el Coventry City FC y para el Birmingham City FC, volviendo en 1970 al Notts County FC. Tras un corto período de tiempo en el Oldham Athletic AFC, con el que ganó la Football League Third Division en 1974, fichó por el Boston Minutemen estadounidense. En la misma temporada fichó por el Bromsgrove Rovers FC, club en el que se retiró como futbolista en 1974 a los 33 años de edad.
Falleció el 1 de febrero de 2014 en Preston a los 72 años de edad tras una larga enfermedad.

## Clubes
| Club                 | País           | Año         | Partidos | Goles |
| -------------------- | -------------- | ----------- | -------- | ----- |
| Notts County FC      | Inglaterra     | 1958 - 1963 | 131      | 77    |
| Aston Villa FC       | Inglaterra     | 1963 - 1966 | 127      | 86    |
| Chelsea FC           | Inglaterra     | 1966 - 1967 | 33       | 9     |
| Liverpool FC         | Inglaterra     | 1967 - 1968 | 56       | 28    |
| Coventry City FC     | Inglaterra     | 1968 - 1969 | 17       | 4     |
| Birmingham City FC   | Inglaterra     | 1969 - 1970 | 28       | 6     |
| Notts County FC      | Inglaterra     | 1970 - 1972 | 57       | 32    |
| Oldham Athletic AFC  | Inglaterra     | 1973 - 1974 | 5        | 1     |
| Boston Minutemen     | Estados Unidos | 1974        | 3        | 0     |
| Bromsgrove Rovers FC | Inglaterra     | 1974        | 0        | 0     |

## Palmarés

### Campeonatos nacionales
| Título                         | Club                | País       | Año  |
| ------------------------------ | ------------------- | ---------- | ---- |
| Football League Third Division | Oldham Athletic AFC | Inglaterra | 1974 |